# 甄紹南
甄紹南（英語：Yan Siu Nam, Nelson，1986年11月27日—），綽號「阿甄」，香港民主派政黨香港民主民生協進會籍政治人物，前香港屯門區議會兆禧選區議員，香港珠海學院新聞系畢業。

## 從政
2015年香港區議會選舉，時任議員嚴天生宣佈退休，民協改派首次出選的甄紹南參選，而侯國東繼續代表民建聯參選，結果二人得票增加下，民建聯侯國東以五百多票差距敗於民協的甄紹南，甄成功當選為屯門區議員。
2019年香港區議會選舉，甄紹南取得接近七成的選票擊敗民建聯候選人蔡承憲得以成功連任。

### 歷屆選舉結果
| 政党   | 政党   | 候选人    | 票数  | %     | ±      |
| ------ | ------ | --------- | ----- | ----- | ------ |
|        | 民協   | ①. 甄紹南 | 3,934 | 68.51 | ▲10.92 |
|        | 民建聯 | ②. 蔡承憲 | 1,808 | 31.49 | 不適用 |
| 多数票 | 多数票 | 多数票    | 2,126 | 37.03 | 不適用 |

| 政党   | 政党   | 候选人    | 票数  | %     | ±      |
| ------ | ------ | --------- | ----- | ----- | ------ |
|        | 民建聯 | ①. 侯國東 | 1,488 | 42.41 | 不適用 |
|        | 民協   | ②. 甄紹南 | 2,021 | 57.59 | 不適用 |
| 多数票 | 多数票 | 多数票    | 533   | 15.19 | 不適用 |

## 地區工作

### 泛民政黨抵領展總部抗議－2016年4月
民協成員包括甄紹南、何啟明等，與多個泛民政黨包括民主黨、社民連、工黨及人民力量成員，到領展位於觀塘總部辦公室抗議領展拆售商場、外判街市管理及停車場泊租，並要求與行政總裁王國龍會面，由於雙方原定在今日會面對話，但領展卻突然取消會面。他們要求與王國龍見面，承諾不再拆售物業予炒家，出售物業要與政府洽商，由政府回購；停止無理加租，以及停止停車場浮動位計劃，重新諮詢區內持份者；停止外判街市經營權，讓外判商濫收租金。

### 屯門碼頭地區服務（2017年1月至今）
甄紹南聯同民協區議員楊智、黃虹銘及周啟廉組成年輕團隊，以屯門碼頭地區為主要地區服務範圍，為社區注入環保和規劃的元素。

### 守護紅樓行動－2017年2月-3月
青山紅樓及中山公園，相傳是國父孫中山當年與革命同志聚會的地方。2009年，古物諮詢委員會將紅樓評為一級歷史建築。但多年來，政府被外界批評未有就保存紅樓採取措施。直至2017年初，新業主疑開始清拆紅樓，區議員甄紹南聯同黃虹銘等民協成員及一眾泛民區議員到紅樓請願和視察，要求保留歷史建築並為被迫遷居民提供協助。
3月8日，紅樓突然再次被破壞！甄紹南立刻趕至現場，並要求屋宇署派員24小時駐守，防止歷史建築進一步被破壞。
3月19日，古諮會通過將屯門青山紅樓列為暫定古蹟，一年內不得拆卸。

### 爭取改善特殊學校校舍擠迫問題
匡智屯門晨崗學校和晨曦學校，分別為輕度與中度智障學校，多年來卻共用一間校舍。以晨崗學校為例，近200名學生在面積不足1000平方米的校舍上課。學校空間細，課室不夠用，更沒有感統室，物理治療室及冷靜房供自閉症及過度活躍症學生使用；由於學校欠缺冷靜房，校方被迫在影印室內的一處用屏風劃出了一個只得幾呎的空間，放置枱和椅子給有情緒的學生冷靜。 學校更沒有一個正式的禮堂供全校學生一起集隊、舉行開學禮、散學禮、或講座等活動。由於校舍空間細小，令學生、老師和家長加倍辛苦。
屯門區議員甄紹南一直跟進屯門晨曦及晨崗學校校舍問題，希望早日擴建，照顧特殊學童需要。

### 現屆議會工作[2]
- 區議會議員
- 地區設施管理委員會委員
- 環境衞生、氣候變化及可持續發展委員會委員
- 社會服務委員會委員
- 交通及運輸委員會委員
- 社區危機應對小組成員
- 屯門對外交通工作小組成員
- 設施及工程工作小組成員

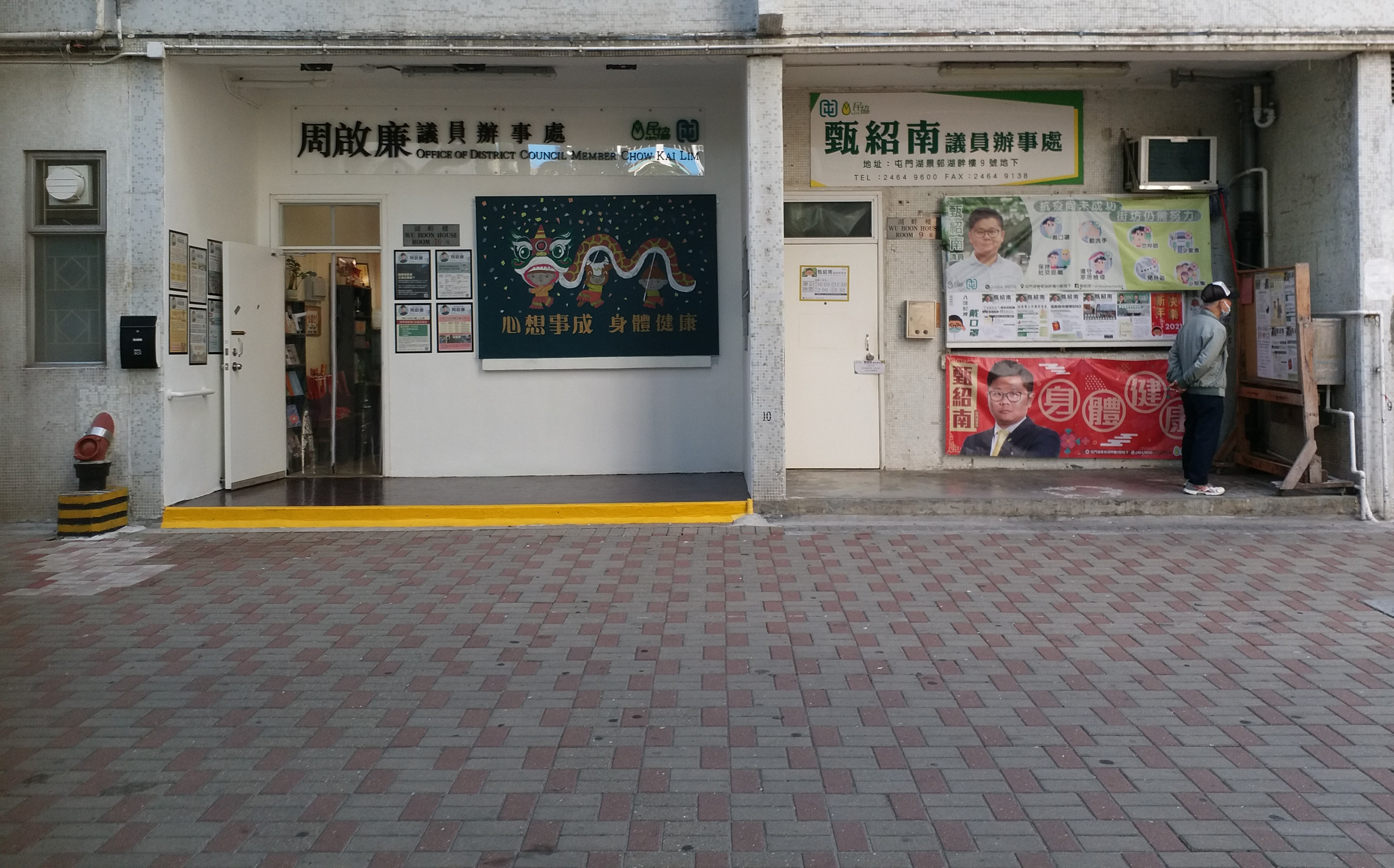
甄紹南議員辦事處與毗鄰的周啟廉議員辦事處（2021年2月）

## 資料來源與註釋
1. ↑  . 香港民主民生協進會.   [2020-10-27]. （原始内容存档于2020-08-08） （中文（香港））.
2. 1 2 3  . 屯門區議會. 2019-12-30  [2020-11-27]. （原始内容存档于2020-11-09） （中文（香港））.
3. ↑  . Apple Daily 蘋果日報. 2016-04-26  [2016-06-07]. （原始内容存档于2017-03-05） （中文（香港））.
4. ↑  李偉欣; 吳倬安; 彭毅詩; 羅家晴. . 香港01. 2018-07-18  [2019-06-02]. （原始内容存档于2021-05-10） （中文（香港））.
5. ↑  . Apple Daily 蘋果日報. 2017-03-08  [2017-10-27]. （原始内容存档于2020-08-12） （中文（香港））.
6. ↑  . topick.hket.com. 2017-03-09  [2018-07-23]. （原始内容存档于2019-08-30） （中文（香港））.
7. ↑  . 壹週刊. 2017-08-13  [2018-07-23]. （原始内容存档于2018-07-23） （中文（香港））.

## 外部連結
- . 獨立媒體 inmediahk.net. 2015-10-12  [2020-11-27]. （原始内容存档于2019-07-02） （中文（香港））.
- . 東方日報. 2016-01-05  [2020-11-27]. （原始内容存档于2020-01-14） （中文（香港））.
- . 香港民主民生協進會.   [2020-11-27]. （原始内容存档于2020-12-09） （中文（香港））.
- . 屯門區議會. 2019-12-30  [2020-11-27]. （原始内容存档于2020-11-09） （中文（香港））.
- . 香港民主民生協進會.   [2020-10-27]. （原始内容存档于2020-08-08） （中文（香港））.

| 議會席位      | 議會席位                                 | 議會席位 |
| ------------- | ---------------------------------------- | -------- |
| 前任： 嚴天生 | 屯門區議會 兆禧選區區議員 2016年1月1日－ | 現任     |